# (5744) Yorimasa
(5744) Yorimasa (1990 XP) – planetoida z grupy pasa głównego asteroid okrążająca Słońce w ciągu 3,31 lat w średniej odległości 2,22 j.a. Odkryta 14 grudnia 1990 roku.